# Onsjö härad
Onsjö härad var ett härad i västra Skåne, i dåvarande Malmöhus län. Det motsvaras idag av delar av Landskrona kommun, Svalövs kommun, Eslövs kommun och Höörs kommun. Häradets areal var 1927 401,88 kvadratkilometer varav 397,00 land. . Tingsplats var till 1967 Åkarp i Marieholm med Landskrona som kansliort. Från 1948 utnyttjades även Landskrona rådhusrätts sessionssal för domstolsförhandlingar.

## Vapnet
Häradsvapnet fastställdes av Kungl. Maj:t den 10 oktober 1947: "I rött fält en duva av silver".

## Namnet
Häradsnamnet skrevs omkring år 1300 Othænsheret och innehåller gudanamnet Oden.

## Socknar
I Landskrona kommun
- Annelöv

I Svalövs kommun
- Ask
- Konga
- Källs-Nöbbelöv
- Norra Skrävlinge
- Norrvidinge
- Röstånga
- Torrlösa

I Eslövs kommun
- Billinge
- Bosarp
- Reslöv
- Stehag
- Trollenäs
- Västra Strö
- Östra Karaby

I Höörs kommun
- Hallaröd

samt med delar i häradet
- Kågeröd före 1889 därefter helt i Luggude härad
- Munkarp före 1889 därefter helt i Frosta härad

## Geografi
Häradet är beläget i västra Skåne, väster om Ringsjön. Det består nästan uteslutande av bördig jordbruksslätt som i norr övergår i lövskog. Stora arealer ägs av de båda godsen Trollenäs slott (Trollenäs socken), och 
Trolleholms slott (Torrlösa)
Övriga sätesgårdar var Kastberga slott (Trollenäs), Rönneholms slott (Stehag), Stockamöllans herrgård (Billinge) och Reslövs herrgård (Reslöv).

## Län, fögderier, tingslag, domsagor och tingsrätter
Häradet hörde mellan 1669 och 1996 till Malmöhus län. Delar av Röstånga och Konga socknar låg före omkring 1890 i Kristianstads län. Från 1997 ingår området i Skåne län.  Församlingarna tillhör(de) Lunds stift
Häradets socknar hörde till följande fögderier:
- 1720–1863 Luggude, Rönneberga, Onsjö fögderi
- 1864–1917 Rönneberga, Onsjö och Harjagers fögderi
- 1918–1990 Eslövs fögderi för de socknar som kom att ingå i Eslövs kommun och Hallaröds socken samt till 1966 för de socknar som kom att ingå i Svalövs kommun
- 1918–1990 Landskrona fögderi för Anneslövs socken samt från 1967 för de socknar som kom att ingå i Svalövs kommun

Häradets socknar tillhörde följande  tingslag, domsagor och tingsrätter:
- 1683–1873 Onsjö härads tingslag i
  - 1683–1690 Onsjö, Harjagers och Rönnebergs häraders domsaga
  - 1691-1851 Onsjö, Luggude och Rönnebergs domsaga
  - 1851'1851 Onsjö och Rönnebergs domsaga
  - 1852-1873 Onsjö, Harjagers och Rönnebergs häraders domsaga
- 1874–1967 (30 juni) Rönnebergs, Onsjö och Harjagers domsagas tingslag i Rönnebergs, Onsjö och Harjagers domsaga
- 1967–1970 Landskrona domsagas tingslag i Landskrona domsaga enbart till 1969 för de socknar som senare kom att ingå i Eslövs och Höörs kommuner samt Torrlösa socken
- 1969–1970 Frosta och Eslövs domsagas tingslag för de socknar som senare kom att ingå i Eslövs och Höörs kommuner samt Torrlösa socken

- 1971–2002 Landskrona tingsrätt för de socknar som ingick i Landskrona och Svalövs kommuner
- 1971–2002 Eslövs tingsrätt för de socknar som ingick i Eslövs och Höörs kommuner
- 2002– Lunds tingsrätt